# Place du 8-Février-1962
Pour les articles homonymes, voir Février (homonymie), Huit-Février et 8 février.
La place du 8-Février-1962 est une place située dans le 11e arrondissement de Paris.

## Situation et accès
Cette place est située à la limite des quartiers administratifs de la Roquette et Sainte-Marguerite (et non dans le quartier de Charonne, qui fait partie, lui, du 20e arrondissement). Elle est située à l'intersection de la rue de Charonne et du boulevard Voltaire.
Elle est desservie par une station de métro, la station Charonne, sur la ligne 9.

## Origine du nom

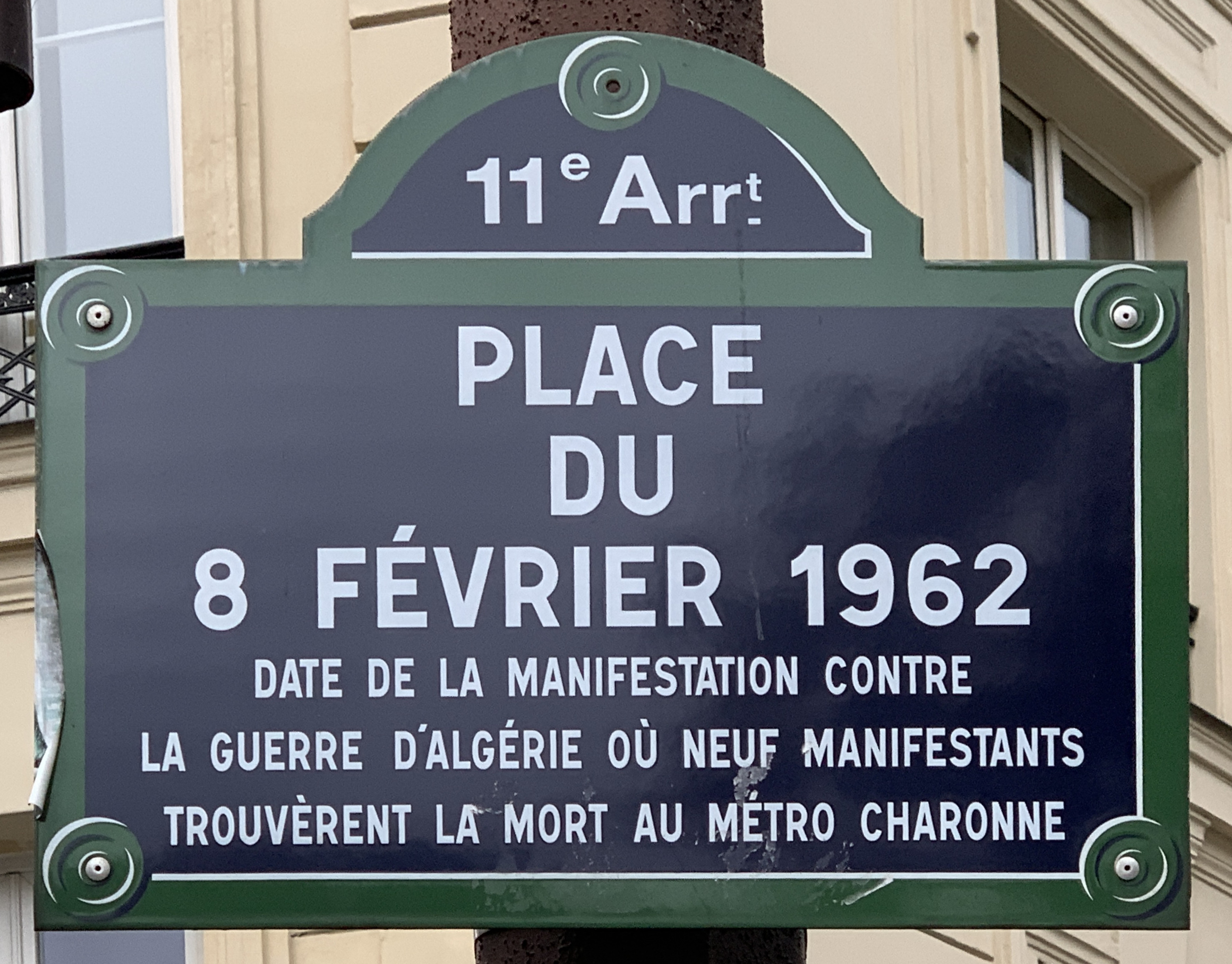
Plaque de la place.

Son nom actuel commémore les neuf victimes, les « martyrs de Charonne » qui, à l'entrée de cette station de métro, ont été tués lors de la répression de la manifestation du 8 février 1962 contre l'OAS et la guerre d'Algérie. Cet événement est qualifié de « massacre d'État » par l'historien Alain Dewerpe.

## Historique

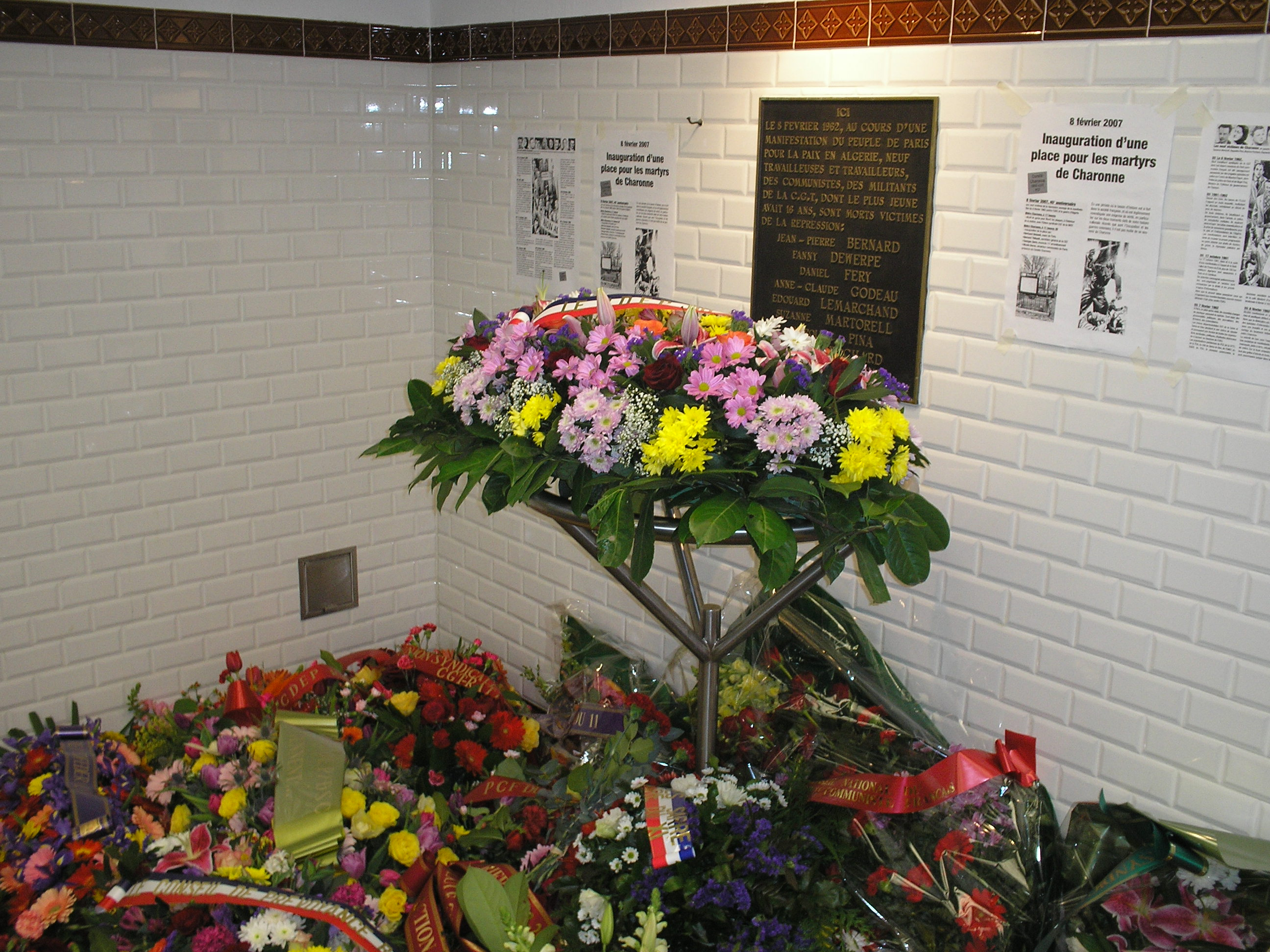
Fleurissement de la plaque commémorative dans le métro.

La place est créée, prend sa dénomination actuelle et est inaugurée le 8 février 2007 par Bertrand Delanoë, maire de Paris, après un dépôt de gerbe pour fleurir la plaque commémorative à l'intérieur de la station par l'Union syndicale CGT de la RATP.

Personnalités prononçant une allocution
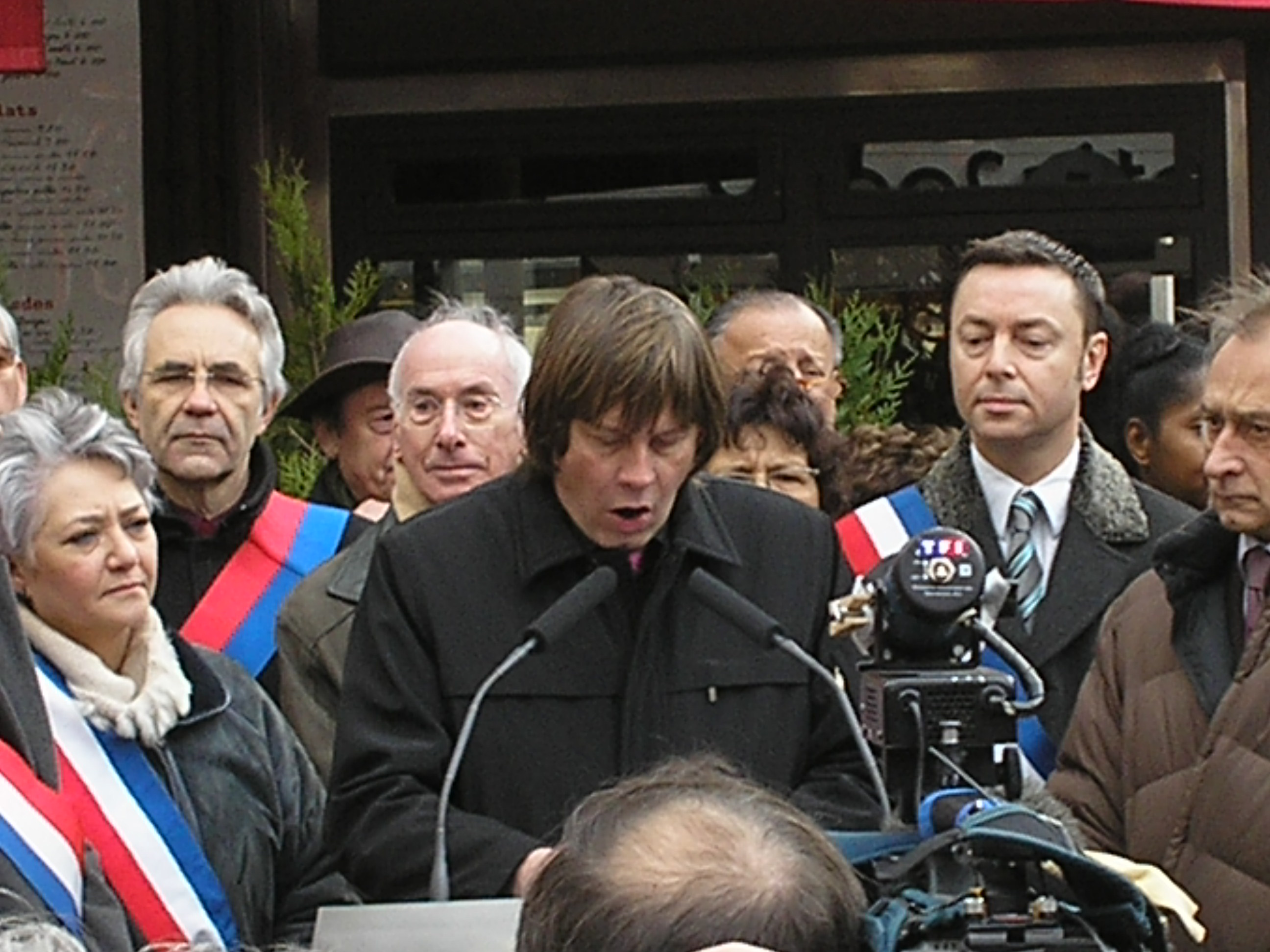
Allocution de Bernard Thibault, secrétaire général de la CGT.
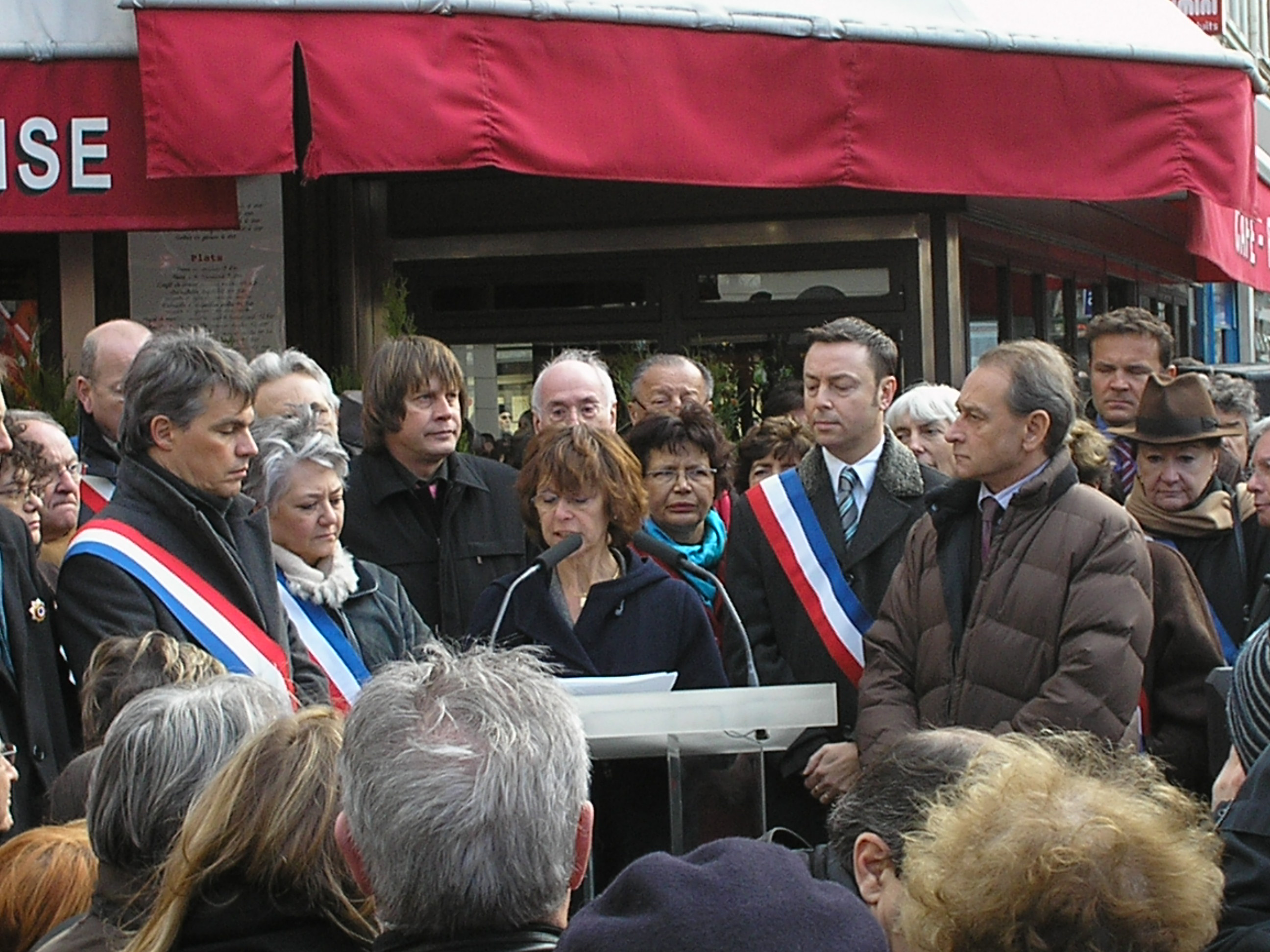
Allocution de Nicole Borvo, sénatrice communiste de Paris.
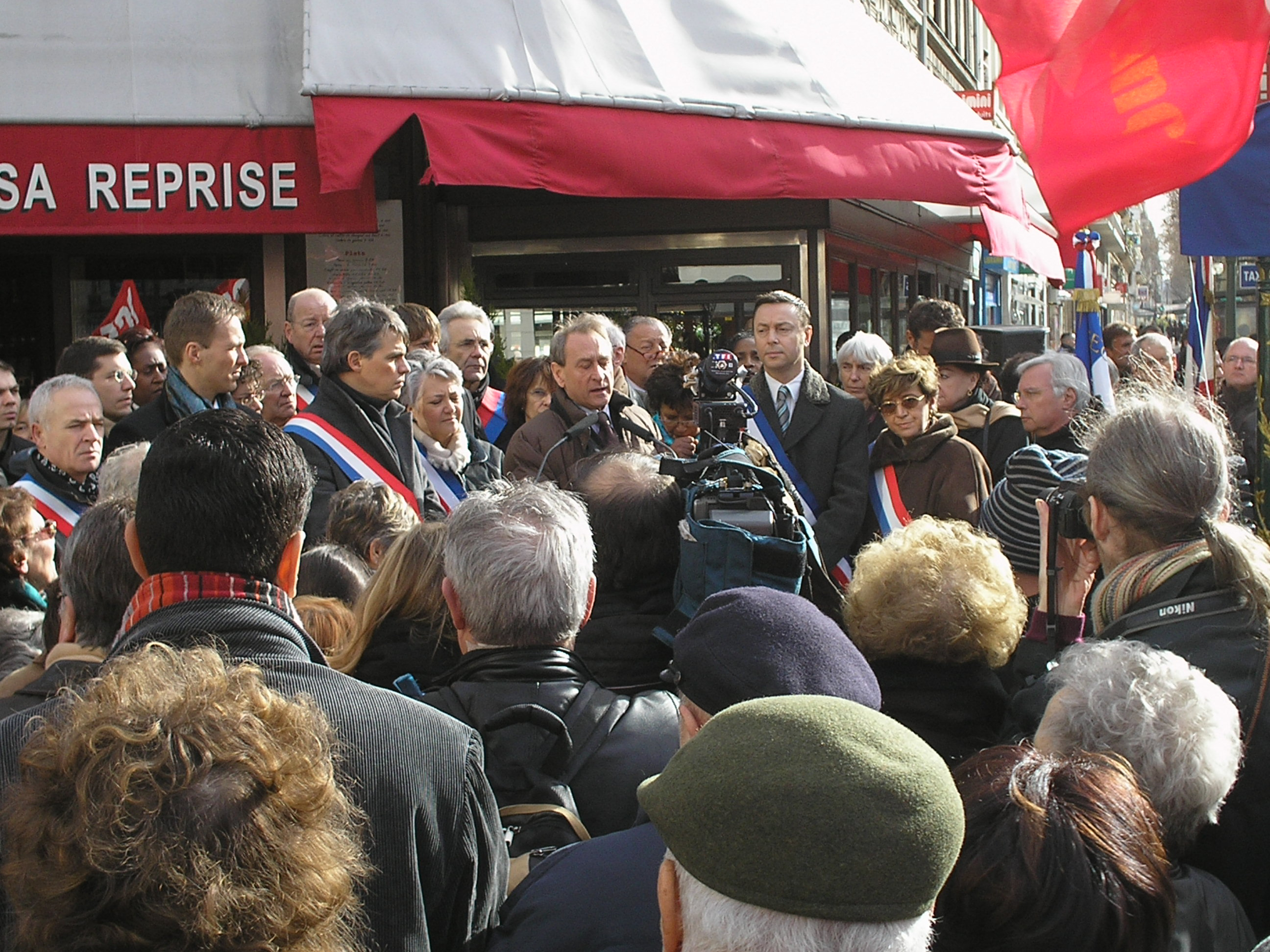
Allocution de Bertrand Delanoë, maire de Paris.